# Pieter van Camdonck
Pieter van Camdonck of Camdonc (Antwerpen?, ca. 1355 - 1412) was een geestelijke en rechtsgeleerde, die voorzitter was van de Raad van Vlaanderen (1404-1409) en kanselier van Brabant (1408-1412). 

## Leven
Hij begon zijn carrière waarschijnlijk als geestelijke in Antwerpen, waar hij de kapelanijen van de begijnhofkerk en van Deurne waarnam. In 1378 bezat hij een prebende van het bisdom Kamerijk, terwijl hij een andere prebende had als kanunnik van het Onze-Lieve-Vrouwekapittel.
Zeker zes jaar studeerde Camdonck aan de Universiteit van Parijs: hij werd meester in de vrije kunsten in 1378 en doctor in het kerkelijk recht omstreeks 1380. In maart 1391 is hij gesignaleerd als advocaat-fiscaal van paus Bonifatius IX.
Camdonck maakte carrière in de periode waarin het Frans-Bourgondische bestuursmodel ingang vond in de Nederlanden. Onder Jan zonder Vrees werd hij in 1405 president van de Raad van Vlaanderen, het recent verzelfstandigde hoogste gerechtshof van het graafschap. Nog in dienst van deze graaf bemiddelde hij in september 1406 in een geschil van diens jongere broer, de Brabantse hertog Antoon van Bourgondië, met de stad Brussel. Later die maand ging Camdonck met Jan van Ogierlande te Oudenaarde overleggen met de Vier Leden van Vlaanderen over klachten van de Duitse Hanze.
De samenwerking met Antoon van Bourgondië moet goed zijn bevallen, want in 1407 werd hij opgenomen in diens hofraad en op 5 maart 1408 werd hij benoemd in de voor Brabant nieuwe functie van kanselier. Hij kreeg hiervoor een jaarloon van 600 Franse kronen en was daarnaast ook zegelbewaarder. Vermoedelijk bleef Camdonck nog tot 1409 het raadsvoorzitterschap vervullen in Vlaanderen, al kan hij ook gestopt zijn in 1407. 
Vanaf midden 1407 vervulde hij in elk geval steeds meer opdrachten voor Antoon. Als raadsheer voerde hij in september 1407 een diplomatieke missie naar Keulen uit en begeleidde hij in november 1407 de vernieuwing van het Antwerpse stadsbestuur. Als kanselier was hij op 25 mei 1408 in Brugge om aan de Vier Leden steun te vragen in het berechten van de Vlamingen die in Affligem Luikse handelaars hadden beroofd.
In 1409-1410 was Camdonck op het Concilie van Pisa, dat een einde wilde maken aan het Westers Schisma. Net als Jan zonder Vrees had Antoon een stevige delegatie afgevaardigd, met behalve zijn kanselier ook raadsheer Amandus van Kortenberg, abt Johannes Geerts van Tongerlo en de juristen Godefridus van Zichem en Johannes van Turnhout. Mee onder de Brabantse en Vlaamse druk werd paus Alexander V verkozen, maar het succes werd getemperd doordat hij twee concurrenten bleef hebben. Uiteindelijk zou hij de geschiedenis ingaan als tegenpaus.
Camdonck stierf kort na 17 april 1412 en werd niet opgevolgd als kanselier. Bij de steden en adel was er veel verzet tegen het ambt.